# University Church of St Mary the Virgin

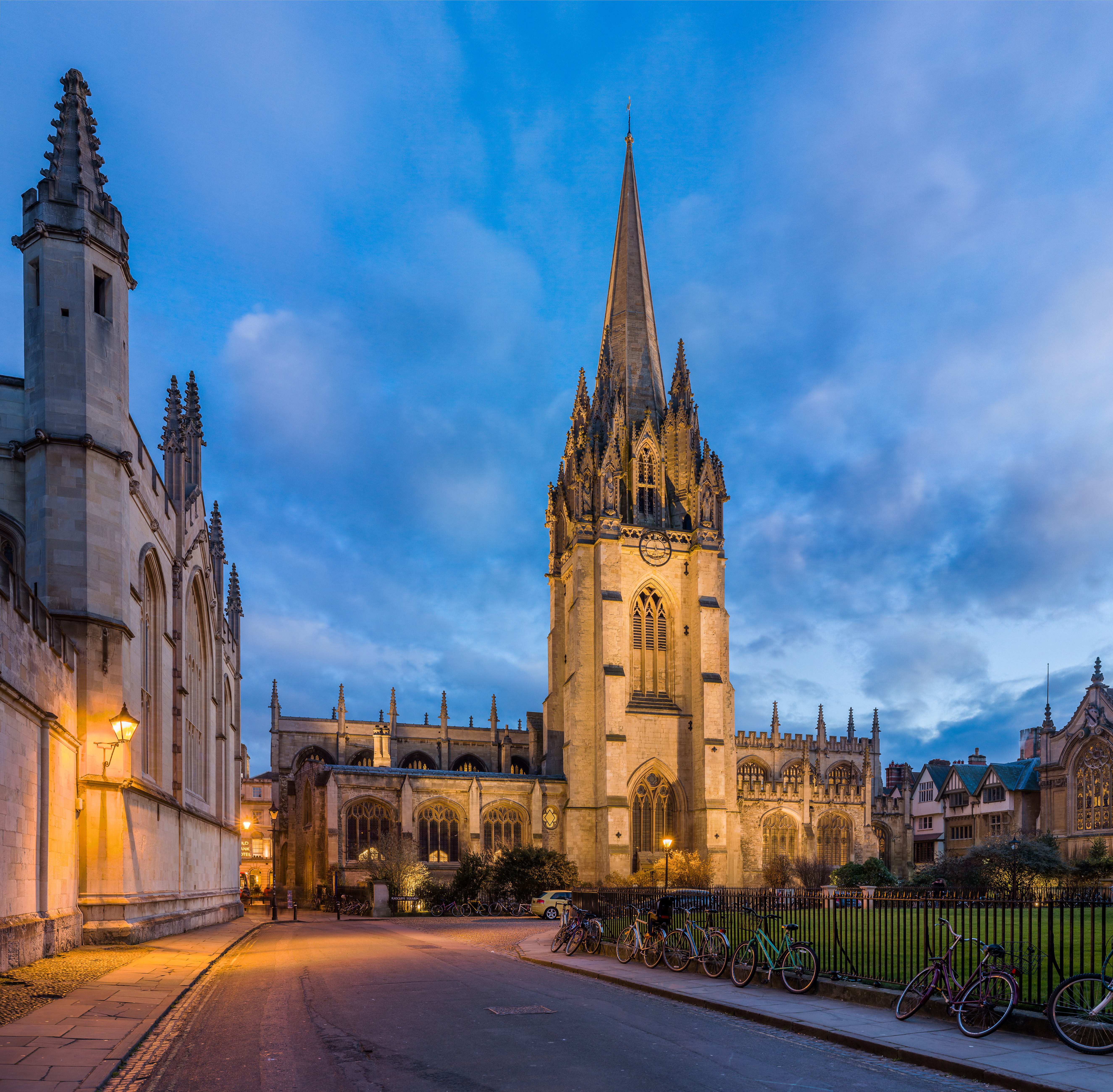
Mariakyrkan sedd från Radcliffe Square.

University Church of St Mary the Virgin, ofta bara kallad St Mary's, "Mariakyrkan", är Oxfords universitets universitetskyrka och äldsta byggnad, belägen mellan Radcliffe Square och High Street i Oxfords historiska centrum.

## Historia
Den äldsta kyrkan på platsen uppfördes under anglosaxisk tid. Den omnämns som församlingskyrka för ett större område i Oxfords sydöstra utkanter år 1086. I början av 1200-talet blev kyrkan centrum för det framväxande universitetet, och fungerade under denna period både som administrativt högkvarter, undervisningslokal och sal för akademiska ceremonier. Den äldsta bevarade delen av kyrkan är tornet, uppfört omkring 1270. Omkring 1320 uppfördes den norra tillbyggnaden som kom att bli lokaler för universitetets styrande församling och det första universitetsbiblioteket. De centrala delarna av den nuvarande kyrkobyggnaden uppfördes under slutet av 1400-talet och början av 1500-talet. Byggnaden har sitt huvudsakliga nuvarande utseende efter att den södra entréportalen i barockstil, ritad av Nicholas Stone, tillkom på 1600-talet. 

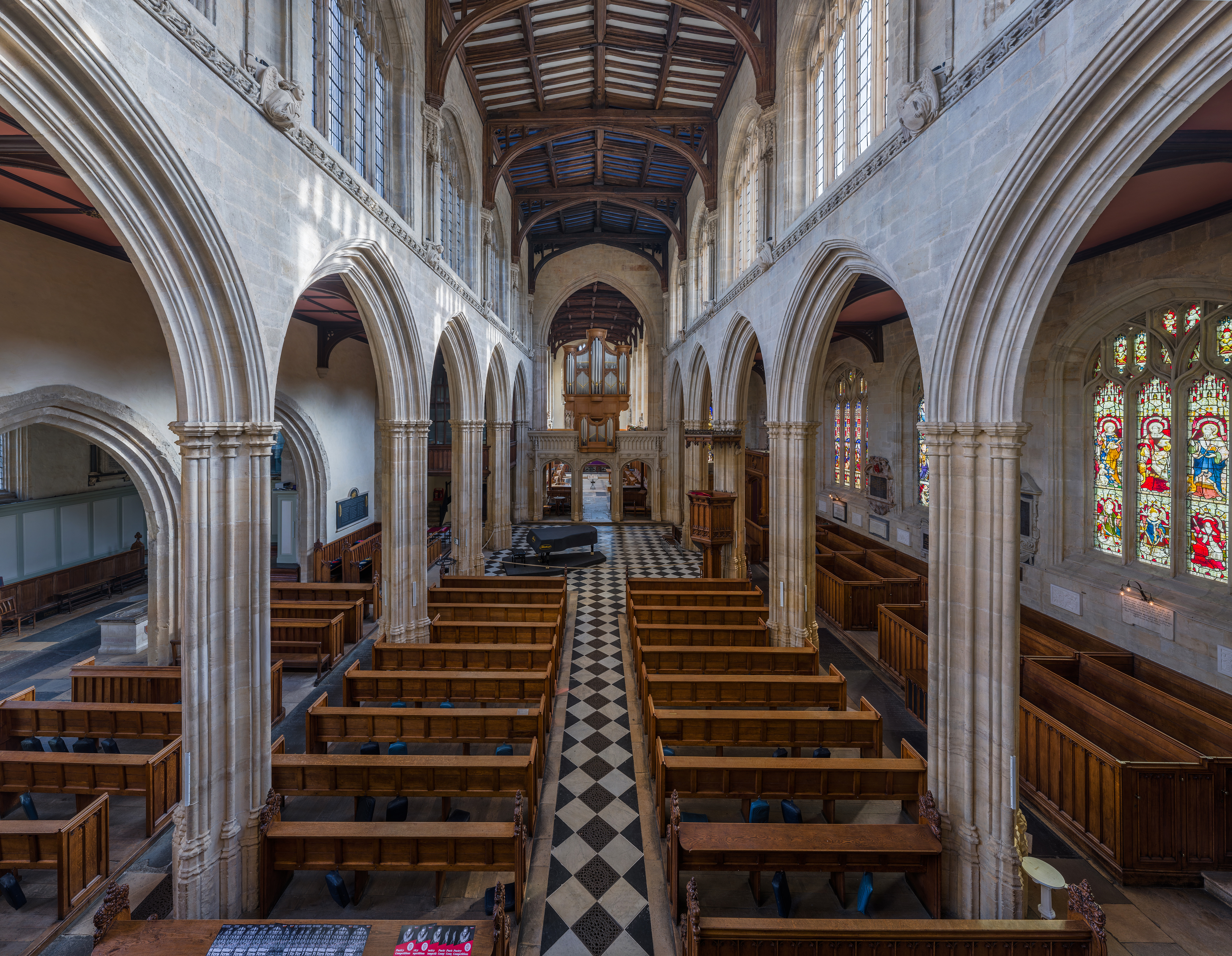
Interiör

Kyrkan är bland annat känd som plats för rättegången mot Oxfordmartyrerna under drottning Maria I:s regering 1555, då de anglikanska biskoparna Hugh Latimer, Nicholas Ridley och senare även ärkebiskop Thomas Cranmer avrättades för kätteri mot den katolska tron.
Användandet av kyrkan som lokal för icke-religiösa akademiska ceremonier kritiserades av ärkebiskopen av Canterbury William Laud på 1630-talet, bland annat på grund av referenser till antik mytologi och den ofta stökiga atmosfären, och man började därför planera för en flytt. I samband med att Sheldonian Theatre färdigställdes 1669 flyttades universitetets akademiska ceremonier dit, och i fortsättningen användes kyrkan enbart för religiösa ändamål.

## Nuvarande användning
Kyrkan är idag fortfarande universitetets kyrka och dess anglikanska församling omfattar främst de historiska universitetskvarteren i centrala Oxford. Tornet är öppet för besökare och en populär utsiktsplats i Oxford; den norra tillbyggnaden och trädgården inrymmer idag kaféet The Vaults.